# Carapur
Carapur é uma vila no distrito de Goa Norte, no estado indiano de Goa.

## Demografia
Segundo o censo de 2001, Carapur tinha uma população de 5334 habitantes. Os indivíduos do sexo masculino constituem 50% da população e os do sexo feminino 50%. Carapur tem uma taxa de literacia de 76%, superior à média nacional de 59,5%; a literacia no sexo masculino é de 83% e no sexo feminino é de 69%. 11% da população está abaixo dos 6 anos de idade.